# 에드워드 랜스데일

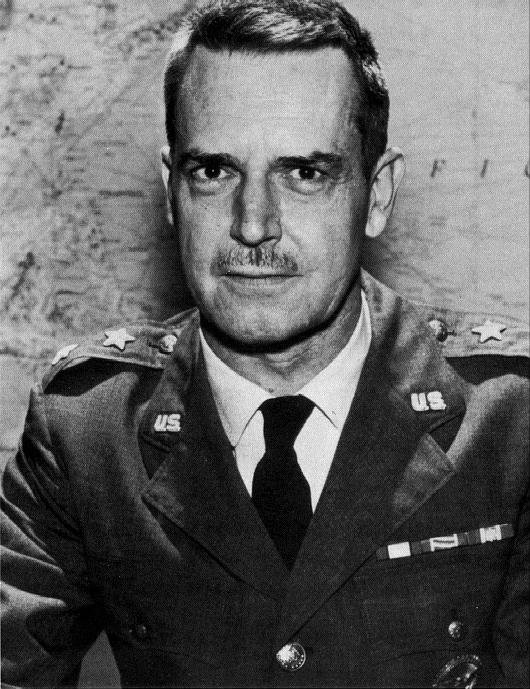

에드워드 랜스데일(Edward Lansdale, 본명: 에드워드 기어리 랜스데일, Edward Geary Lansdale, 1908년 2월 6일 ~ 1987년 2월 23일)은 미국 공군 장교였으며 1963년 소장으로 은퇴한 후 중앙정보국(CIA)에서 계속 일했다. 랜스데일은 비밀 작전과 심리전의 선구자였다. 1950년대 초 랜스데일은 필리핀의 후크발라합 반란을 진압하는 데 중요한 역할을 했다. 1954년에 그는 사이공으로 이주하여 북베트남에 불화를 심기 위해 만들어진 비밀 정보 작전인 사이공 군사 임무를 시작했다. 랜스데일은 적의 심리학을 연구함으로써 미국이 게릴라전에서 승리할 수 있다고 믿었으며, 이 접근법은 케네디와 존슨 대통령 행정부의 승인을 얻었다.